# Großostheim

Gemeindegebiet mit Gemeindeteilen von Großostheim

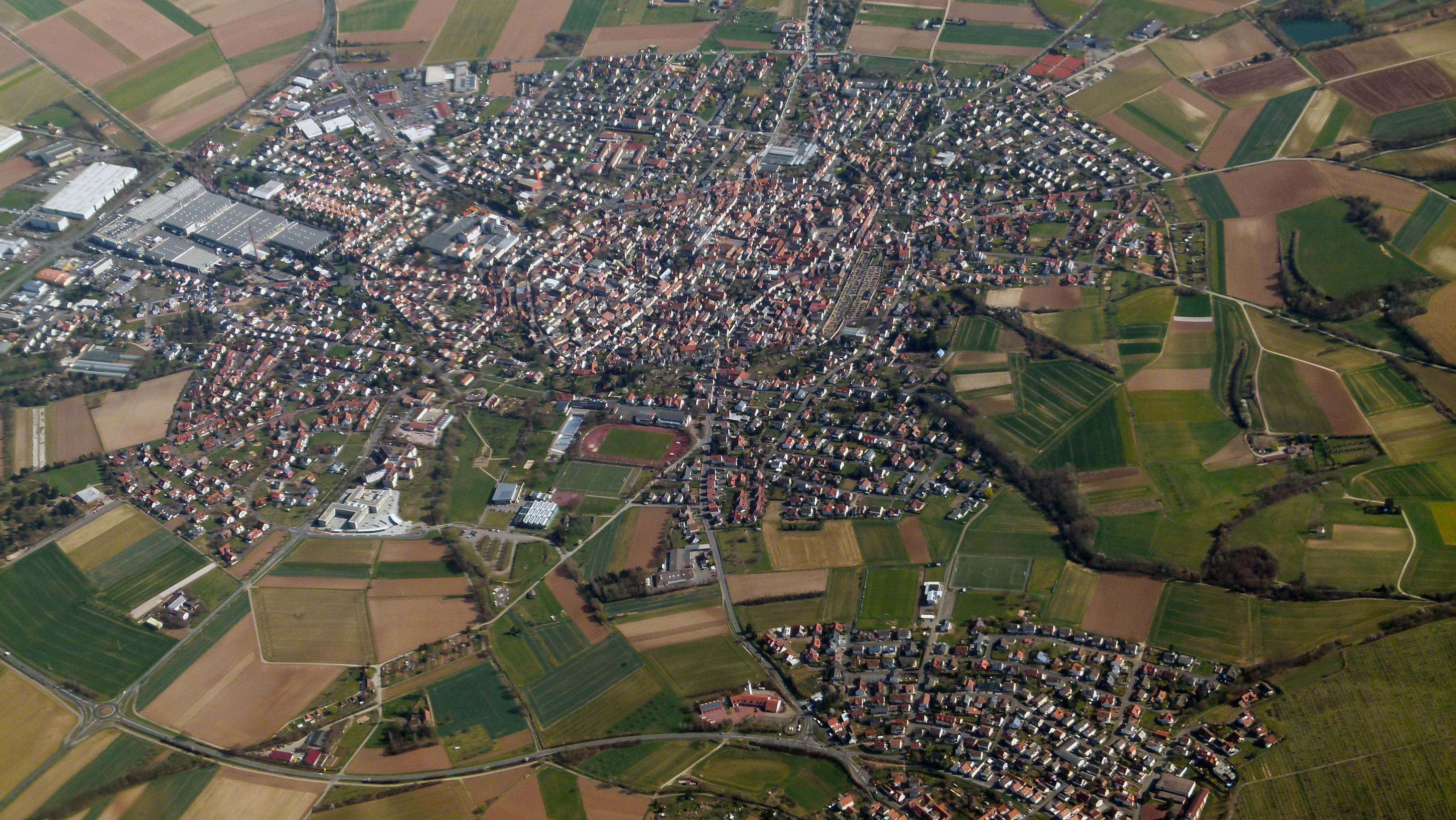
Luftbild von Großostheim

Großostheim ist ein Markt im unterfränkischen Landkreis Aschaffenburg.

## Geographie

### Lage
Großostheim liegt am nordöstlichen Rand des Odenwalds in der Region Bayerischer Untermain. Durch den Hauptort sowie die Gemeindeteile Pflaumheim und Wenigumstadt fließt der Welzbach, der in Klein-Umstadt entspringt und über den Park Schönbusch in den Main mündet. Der topographisch höchste Punkt der Gemeinde befindet sich mit 284 m ü. NHN (Lage) am Bolachberg südlich von Wenigumstadt, der niedrigste liegt am See des Freizeitgebietes Sonneck auf 114 m ü. NHN (Lage).

### Gemeindegliederung
Großostheim hat vier Gemeindeteile: Während Ringheim schon immer ein Gemeindeteil und zur Gemarkung von Großostheim zugehörig war, sind Pflaumheim und Wenigumstadt erst seit der Gemeindegebietsreform vom 1. Mai 1978 Gemeindeteile.
| Gemeindeteil         | Siedlungstyp | Gemarkung    | Gemarkungs- fläche (ha) | Einwohnerzahl | Koordinaten                |
| -------------------- | ------------ | ------------ | ----------------------- | ------------- | -------------------------- |
| Großostheim          | Hauptort     | Großostheim  | 2717,59                 | 8.537         | 49° 55′ 0″ N, 9° 5′ 0″ O   |
| Ringheim             | Pfarrdorf    | Großostheim  | 2717,59                 | 3.043         | 49° 55′ 50″ N, 9° 2′ 8″ O  |
| Pflaumheim           | Pfarrdorf    | Pflaumheim   | 0818,54                 | 2.812         | 49° 54′ 32″ N, 9° 3′ 34″ O |
| Wenigumstadt         | Pfarrdorf    | Wenigumstadt | 0895,11                 | 2.040         | 49° 53′ 36″ N, 9° 2′ 29″ O |
| Gemeinde Großostheim |              |              | 4431,24                 | 16.432        | 49° 55′ 0″ N, 9° 5′ 0″ O   |

### Nachbargemeinden
| Stadt Babenhausen   | Markt Stockstadt am Main                    | Stadt Aschaffenburg  |
| Gemeinde Schaafheim | Kompassrose, die auf Nachbargemeinden zeigt | Gemeinde Niedernberg |
|                     | Gemeinde Mömlingen                          |                      |

Mit Stockstadt am Main und der benachbarten hessischen Gemeinde Schaafheim bildet die Marktgemeinde die historische Region Bachgau.

## Etymologie des Namens
Der Name Großostheim besteht aus den althochdeutschen Wörtern ost und heima, die Osten und Heim bedeuten. Der Zusatz Groß unterscheidet es vom naheliegenden Ort Kleinostheim, der seinen Namen jedoch nicht von einer Himmelsrichtung, sondern von dem Personennamen Ozzo hat. Die Einwohner Großostheims bezeichnen sich selbst als „Äistemer“, den Ort als „Oustem“ (Aussprache: [ousdm]).
Frühere Schreibweisen des Ortes aus diversen historischen Karten und Urkunden:
- 780 „Ostheim“
- 1774 „Groß Ostheim“
- 1867 „Großostheim“

## Geschichte

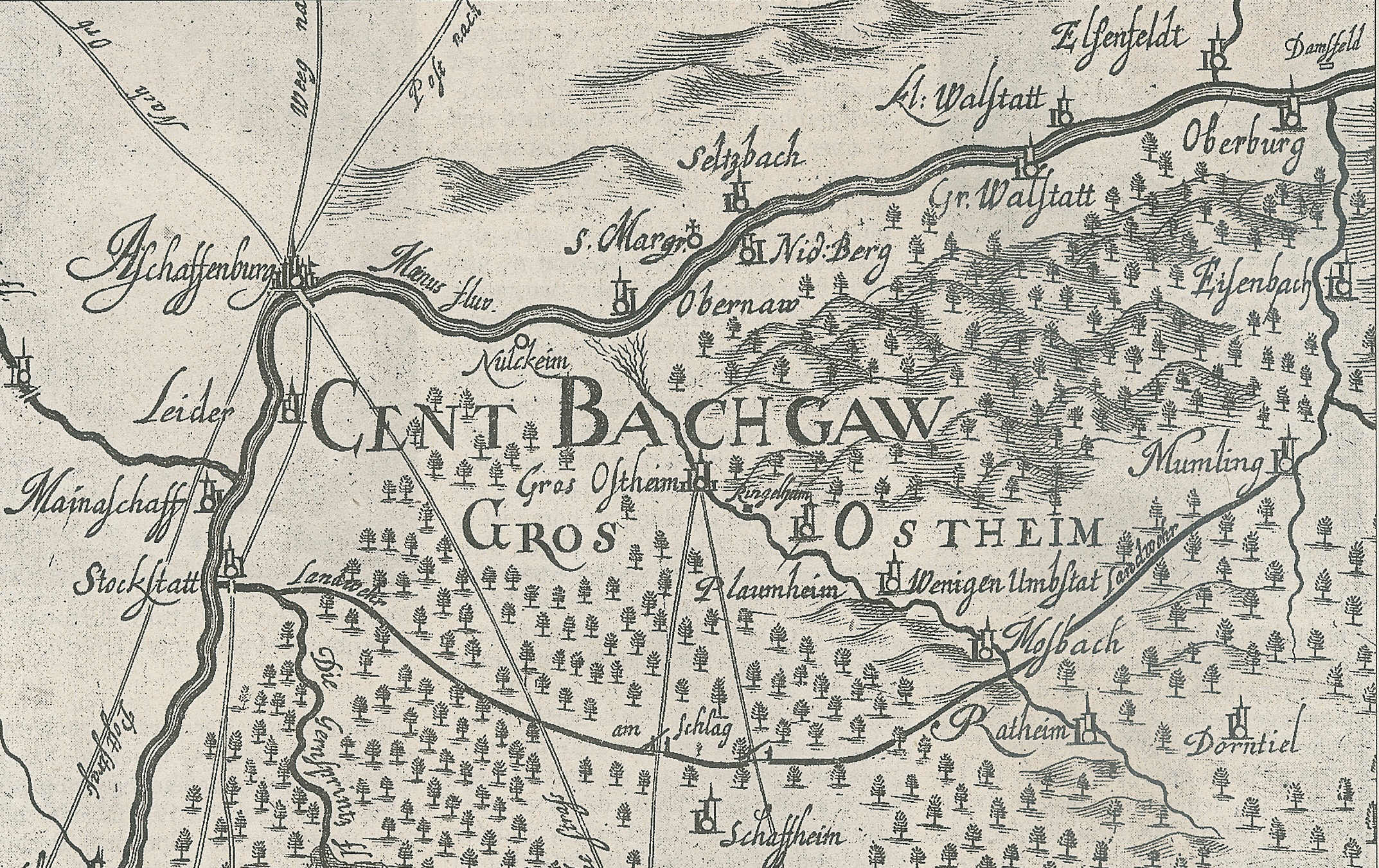
„Cent Bachgaw“, Stich von Nicolaus Person 1695

### Bis zur Gemeindegründung
Ostheim, seit dem 17. Jahrhundert Großostheim genannt, wird erstmals in einer Urkunde des Klosters Fulda erwähnt, die zwischen 780 und 799 entstand. Ostheim gehörte seit seiner ersten urkundlichen Erwähnung zu verschiedenen Herrschaftsbereichen, ehe es 1278, zusammen mit dem gesamten Bachgau, zum Kurfürstentum Mainz kam.
Zum Ende des Alten Reiches gehörte Großostheim zur Stadt- und Amtsvogtei Obernburg und Großostheim im Vizedomamt Aschaffenburg des Kurfürstentums Mainz. 1803 kam Großostheim mit dem Vizedomamt Aschaffenburg zum neugebildeten Fürstentum Aschaffenburg, das 1810 in das Großherzogtum Frankfurt überging. Im Großherzogtum Frankfurt gehörte Großostheim zur Distriktsmairie Obernburg des Departements Aschaffenburg. Infolge der Verträge von Paris fiel es 1814 an das Königreich Bayern.
Als politische Gemeinde entstand Großostheim im Zuge der Verwaltungsreformen in Bayern mit dem Gemeindeedikt von 1818 und gehörte zunächst zum Verwaltungsgerichtsbezirk Obernburg.

### Verwaltungsgeschichte
Am 1. Juli 1862 wurde Großostheim (noch ohne die erst 1978 eingemeindeten Ortsteile Pflaumheim und Wenigumstadt) in das Verwaltungsgebiet des neu gebildeten Bezirksamtes Aschaffenburg eingegliedert. 1939 wurde wie überall im Deutschen Reich die Bezeichnung Landkreis eingeführt. Großostheim war nun eine der 33 Gemeinden im Altkreis Aschaffenburg. Dieser schloss sich am 1. Juli 1972 mit dem Landkreis Alzenau zum neuen Landkreis Aschaffenburg zusammen.

### Eingemeindungen
Am 1. Mai 1978 wurden die Gemeinden Pflaumheim und Wenigumstadt eingegliedert.

### Einwohnerentwicklung
| Jahr | Einwohner |
| ---- | --------- |
| 1961 | 10.707    |
| 1970 | 12.788    |
| 1987 | 13.514    |
| 1991 | 14.358    |
| 1995 | 14.893    |
| 2000 | 15.913    |
| 2005 | 16.489    |
| 2010 | 16.358    |
| 2015 | 16.372    |
| 2016 | 16.352    |
| 2017 | 16.547    |
| 2020 | 16.554    |
| 2023 | 16.388    |

Im Zeitraum 1988 bis 2018 stieg die Einwohnerzahl von 13.828 auf 16.419 um 2591 Einwohner bzw. um 18,7 %. 2004 zählte der Markt 16.556 Einwohner.
Quelle: BayLfStat

### Konfessionsstatistik
Von den 16.554 Bürgern gehörten 55,8 % (9.233) Bürger der katholischen und 10 % (1.651) der evangelischen Kirche an. 34,3 % (5.670) waren anders oder nicht gläubig. Es gab 137 Kirchenaustritte. (Stand 2020)

### Jüngere Geschichte
Im September 2018 wurde Großostheim schwer von dem Sturm Fabienne getroffen. Etwa 600 Einsatzkräfte von Feuerwehren aus Großostheim und umliegenden Gemeinden arbeiteten mehr als 300 Einsatzstellen ab. Im Einsatz waren alleine 11 Drehleitern. Unter anderem überschlug sich auf dem im Ortsteil Ringheim gelegenen Flugplatz ein Flugzeug, auch ein Schwimmbagger eines Kieswerkes kenterte.

## Politik

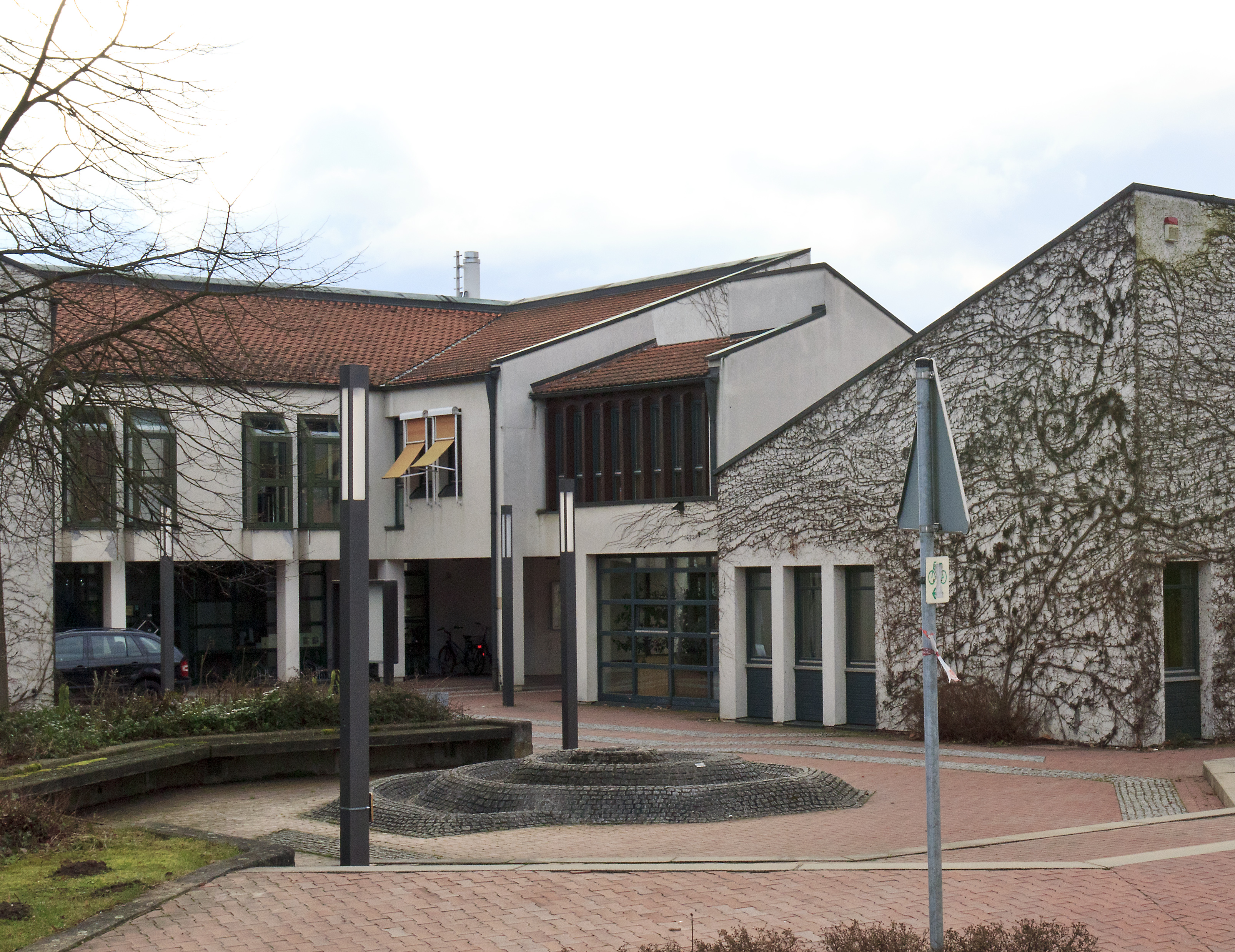
Rathaus

### Gemeinderat
Die Gemeinderatswahlen seit 2014 ergaben folgende Stimmenanteile und Sitzverteilungen:
| Partei/Liste                | 2020   | 2020   | 2014    | 2014    |
| Partei/Liste                | %      | Sitze  | %       | Sitze   |
| --------------------------- | ------ | ------ | ------- | ------- |
| CSU                         | 41,6   | 10     | 42,2    | 10      |
| Grüne / Junge Liste Bachgau | 18,9   | 05     | 15,9    | 04      |
| SPD                         | 17,6   | 04     | 26,5    | 06      |
| Freie Wähler Bachgau        | 13,7   | 03     | 07,9    | 02      |
| Unabhängige Bürger Bachgau  | 06,4   | 02     | 04,0    | 01      |
| Frauenliste Bachgau         | 0–     | 0–     | 03,4    | 01      |
| Gesamt                      | 100    | 24     | 100     | 24      |
| Wahlbeteiligung             | 55,8 % | 55,8 % | 54,87 % | 54,87 % |

Weiteres Mitglied und Vorsitzender des Gemeinderates ist der Erste Bürgermeister.

### Bürgermeister
Erster Bürgermeister war bis zum 30. April 2014 Hans Klug (CSU), der aus Altersgründen zur Wahl nicht mehr antrat. Sein Nachfolger ist Herbert Jakob (CSU), der mit 67 % der Stimmen zum neuen Bürgermeister gewählt wurde und eine erfolgreiche Wiederwahl 2020 mit 71,8 % schaffte. Am 13. Juni 2023 wurde Herbert Jakob dienstunfähig, was nach einer amtsärztlichen Untersuchung am 1. Oktober 2024 durch den Gemeinderat bestätigt wurde. Die Neuwahlen wurden für den 9. Februar 2025 angesetzt.
Am 23. Februar 2025 setzte sich in einer Stichwahl Ralf Herbst (SPD) mit 50,8 % gegen den parteilosen Thomas Böhrer durch. Die Wahlbeteiligung lag bei 73 %.

#### Eklat Wahl 2. Bürgermeister 2014
2014 wurden zu den Stellvertretern des Bürgermeisters bei einer umstrittenen Wahl Horst Müller und Bettina Göller gewählt (beide SPD), was für eine langanhaltende Diskussion sorgte.
Da die CSU im ersten Wahlgang keinen eigenen Kandidaten ins Rennen schickte, war Göller, die von SPD, Junger Liste und UB-Bachgau (zusammen elf Mandate) unterstützt, von der CSU (elf Mandate) aber abgelehnt wurde, im ersten Wahlgang die einzige Kandidatin. Nachdem dieser Wahlgang aufgrund zu vieler ungültiger Stimmen (13 Enthaltungen, zwölf Stimmen pro Göller) wiederholt werden musste, nominierte die CSU im zweiten Wahlgang den von ihr bereits im Vorfeld unterstützen SPD-Gemeinderat Horst Müller als Kandidaten für das Amt des Zweiten Bürgermeisters. Dieser setzte sich in der folgenden Kampfabstimmung mit 12 zu 11 Stimmen bei zwei Enthaltungen gegen seine Parteigenossin Göller durch, was u. a. bei SPD und Junger Liste für Empörung sorgte. Göller trat anschließend zur Wahl des dritten Bürgermeisters an, bei der sie sich wiederum mit zwölf zu elf Stimmen bei zwei Enthaltungen zum Unmut der CSU gegen deren Kandidaten Franz Vorstandlechner durchsetzte.
Wenige Tage nach der Wahl trat Müller aus der SPD-Fraktion aus, nach eigenen Angaben um einem Ausschluss zuvorzukommen. Der unterlegene CSU-Kandidat Vorstandlechner kritisierte daraufhin im Mitteilungsblatt Bachgau-Bote seine Parteikameraden und beklagte sich über Abweichler aus den eigenen Reihen. So hätten ihm in einer internen Probeabstimmung zwei Parteifreunde aufgrund eigener Ambitionen auf das Amt des Dritten Bürgermeisters die Stimmen verweigert. Ausdrücklich bedankte er sich für Stimmen der Fraktion Freie Wähler/Frauenliste.

### Wappen
| Wappen von Großostheim | Blasonierung: „Geteilt von Gold und Schwarz; oben ein halber, springender schwarzer Bock; unten drei zwei zu eins gestellte silberne Kleeblätter.“ |
| Wappen von Großostheim | Wappenbegründung: Bis in das 18. Jahrhundert hieß Großostheim nur Ostheim. Erstmals im Jahr 1774 tauchte der Name Großostheim auf. Das am 17. Januar 1911 von Prinzregent Luitpold verliehene und seitdem geführte Wappen ist eine Kombination aus einem Ortssiegel des 17. Jahrhunderts, das nicht mehr vorhanden ist, und aus dem geminderten Familienwappen der Familie Schad, die sich Schad von Ostheim nannte. Sie ist 1581 ausgestorben. Die Familie lebte Jahrhunderte im Bachgau, zu dessen Zent die Gemeinde Ostheim gehörte. Die Kleeblätter entstammen dem Wappen der Familie Clebiz von Nalbach, einer anderen einflussreichen Familie im Bachgau, die aber ihre Hauptbesitztümer in Klein- und Großwallstadt hatte. Die Clebiz heirateten in die Familie der Schad ein, so dass es zu einer Kombination der beiden Wappen kam, die 1910 zum Ortswappen erhoben wurde. |

### Gemeindepartnerschaften
- Carbon-Blanc, Frankreich
- Saulxures-sur-Moselotte, Frankreich
- Hamoir, Belgien
- Archea Olymbia, Griechenland

## Kultur und Sehenswürdigkeiten

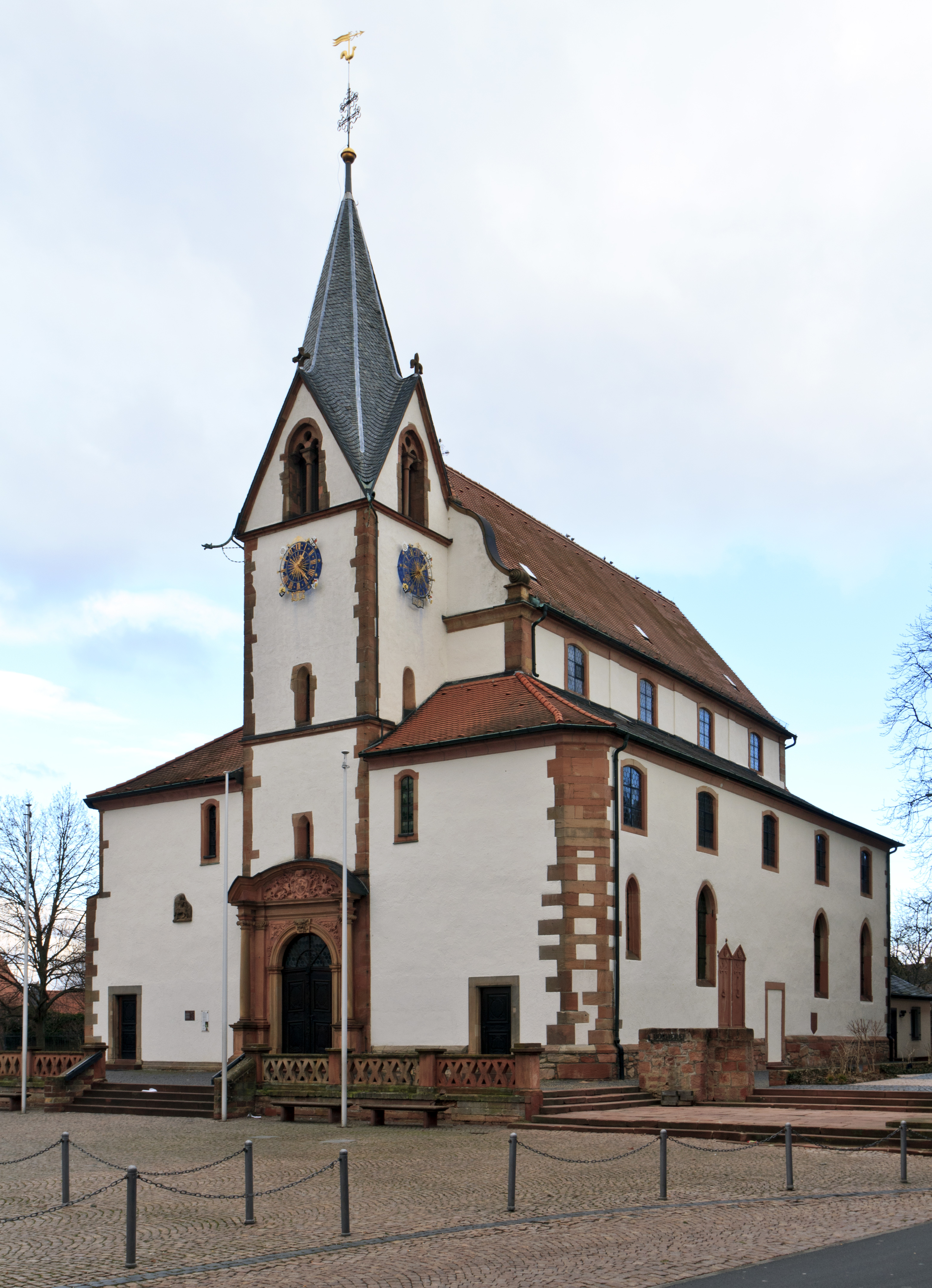
Katholische Pfarrkirche St. Peter und Paul

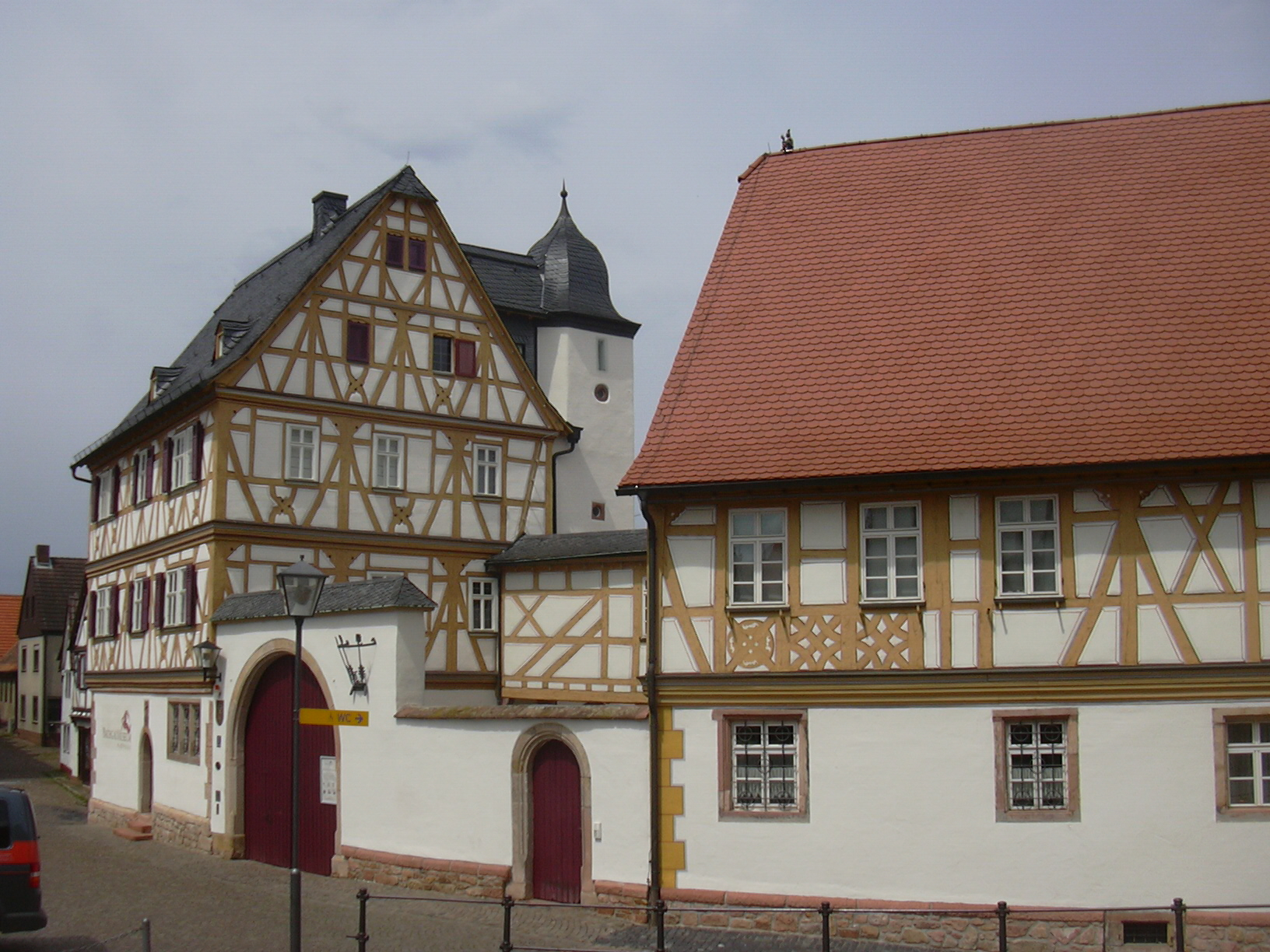
Nöthig-Gut am Marktplatz (Bachgaumuseum)

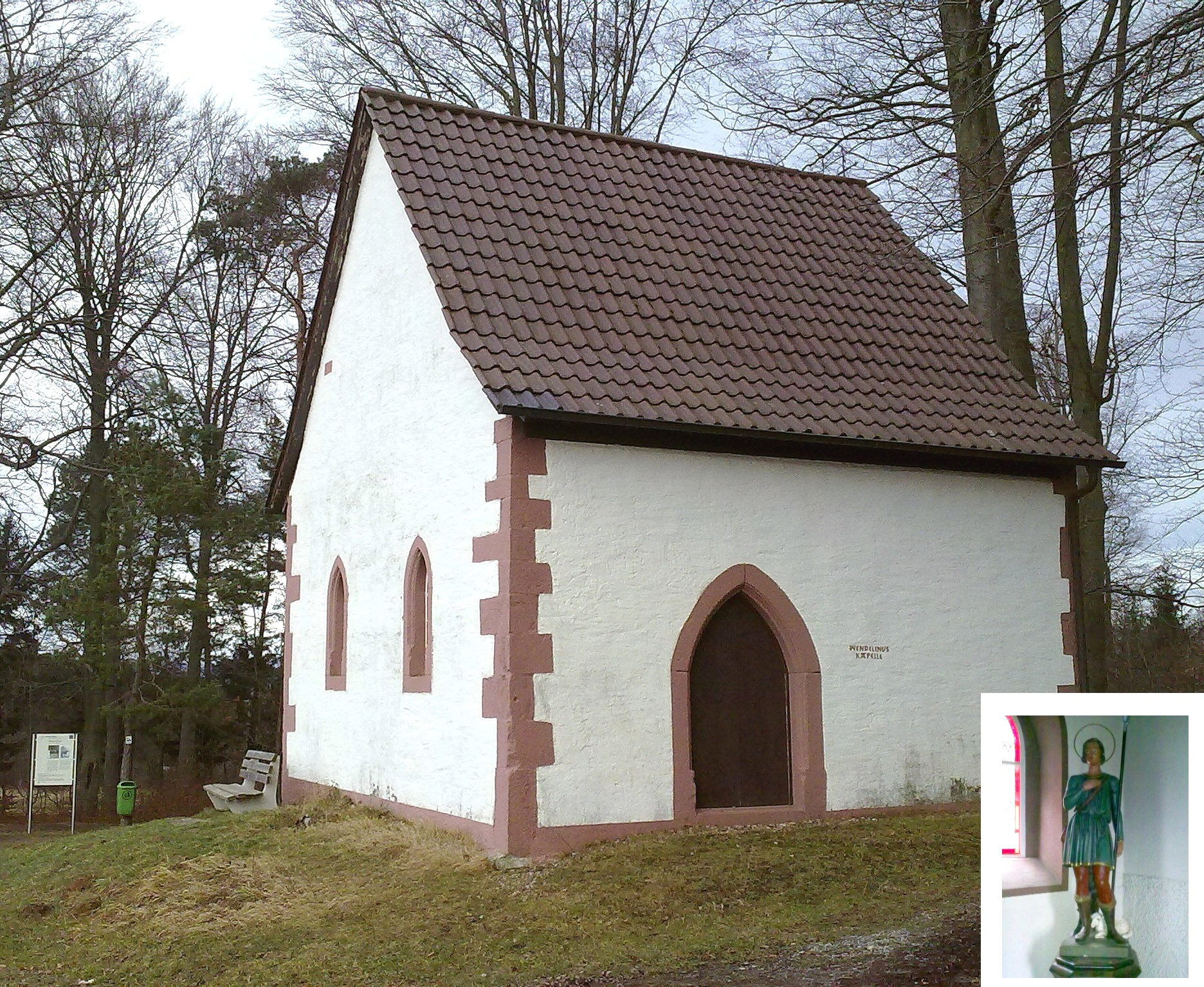
Die Wendelinuskapelle, spätestens 1607 in jetziger Bauweise errichtet

- Die katholische Pfarrkirche St. Peter und Paul birgt eine Beweinung Christi von Tilman Riemenschneider (1515), die mit dem Frühwerk in der  Wallfahrtskirche Hessenthal ikonografisch und stilistisch verwandt ist.
- Im Fachwerkhof Nöthig-Gut am Marktplatz, einem ehemaligen Lehenshof der Mainzer Dompröpste (1537–1629), sind das Bachgau-Museum und die Musikschule untergebracht. Die Exponate des Museums betreffen schwerpunktmäßig Handwerk und Landwirtschaft der Region im 19. Jahrhundert.[24]
- Fachwerkhäuser aus dem 16. bis 18. Jahrhundert prägen den gesamten Ortskern rund um Marktplatz, Marktgasse und Kanzleistraße, Haarstraße und Breite Straße. Mit 148 denkmalgeschützten Häusern (Stand 2007) steht Großostheim insoweit an erster Stelle im Landkreis Aschaffenburg.
- Von der im 19. Jahrhundert geschleiften Stadtbefestigung stehen noch der Spitze Turm (Gefängnisturm mit Verlies), der Stumpfe Turm (Pulverturm), der Hexenturm, in dem zwischen 1602 und 1603 elf Frauen dem im Kurfürstentum Mainz grassierenden Hexenwahn zum Opfer fielen und ein kleiner Rest der früher etwa zwei Kilometer langen Stadtmauer in der Grabenstraße.
- Drei Kapellen gibt es in Großostheim. Von dem lokalen Hufschmied Peter Drippel wurde eine dem Schutzpatron dieses Handwerks, dem Heiligen Eligius, geweihte Kapelle 1517 errichtet. Das so genannte Frauhäuschen ist eine Marienkapelle (Ende 15. Jahrhundert). Wichtigstes Ausstattungsstück der Kreuzkapelle ist eine Kreuzigungsgruppe von Hans Backoffen, ein Spätwerk von 1513.[25]
- Im Gemeindeteil Pflaumheim steht das älteste Rathaus im Bachgau. Der Fachwerkbau (1981 restauriert) stammt von 1548. Bei einem Verkehrsunfall 2015 wurde das Rathaus schwer beschädigt,[26] wird nach der inzwischen erfolgten Reparatur aber wieder von Vereinen und für Hochzeiten genutzt.
- Einen stilistisch ähnlichen Rathausbau von 1584 weist der Gemeindeteil Wenigumstadt auf.
- Großostheim liegt am Einhardsweg. Dieser 77 km lange Fernwander- und Fahrradweg folgt den Spuren des Biographen Karls des Großen auf einer Strecke von Bad König nach Hanau.
- 36 Bildstöcke aus dem 16. bis 18. Jahrhundert stehen an den Wander- und Fahrradwegen der unmittelbaren Umgebung.
- In Großostheim wurde in den Jahren 1988 bis 1992 die Fernsehserie Mit Leib und Seele gedreht.[27] Der Ort hieß im Film „Eberfeld“.
- Im Süden Großostheims im „Büschchen“ befindet sich der erloschene Farenberg-Vulkan.[28] An dessen Rand bildete sich Eisenerz, das bis 1857 in der Grube Treue abgebaut wurde.[29] Auch wurde dort Gestein im Tagebau abgebaut, die Transporte führten zur Ausbildung des benachbarten geschützten Landschaftsbestandteils Steinhauershohle. Der Geo-Naturpark Bergstraße-Odenwald hat anstelle der ursprünglich vorgesehenen Zuschüttung einen Teil freigelegt und beschildert.[30]

## Wirtschaft und Infrastruktur

### Wirtschaft einschließlich Land- und Forstwirtschaft

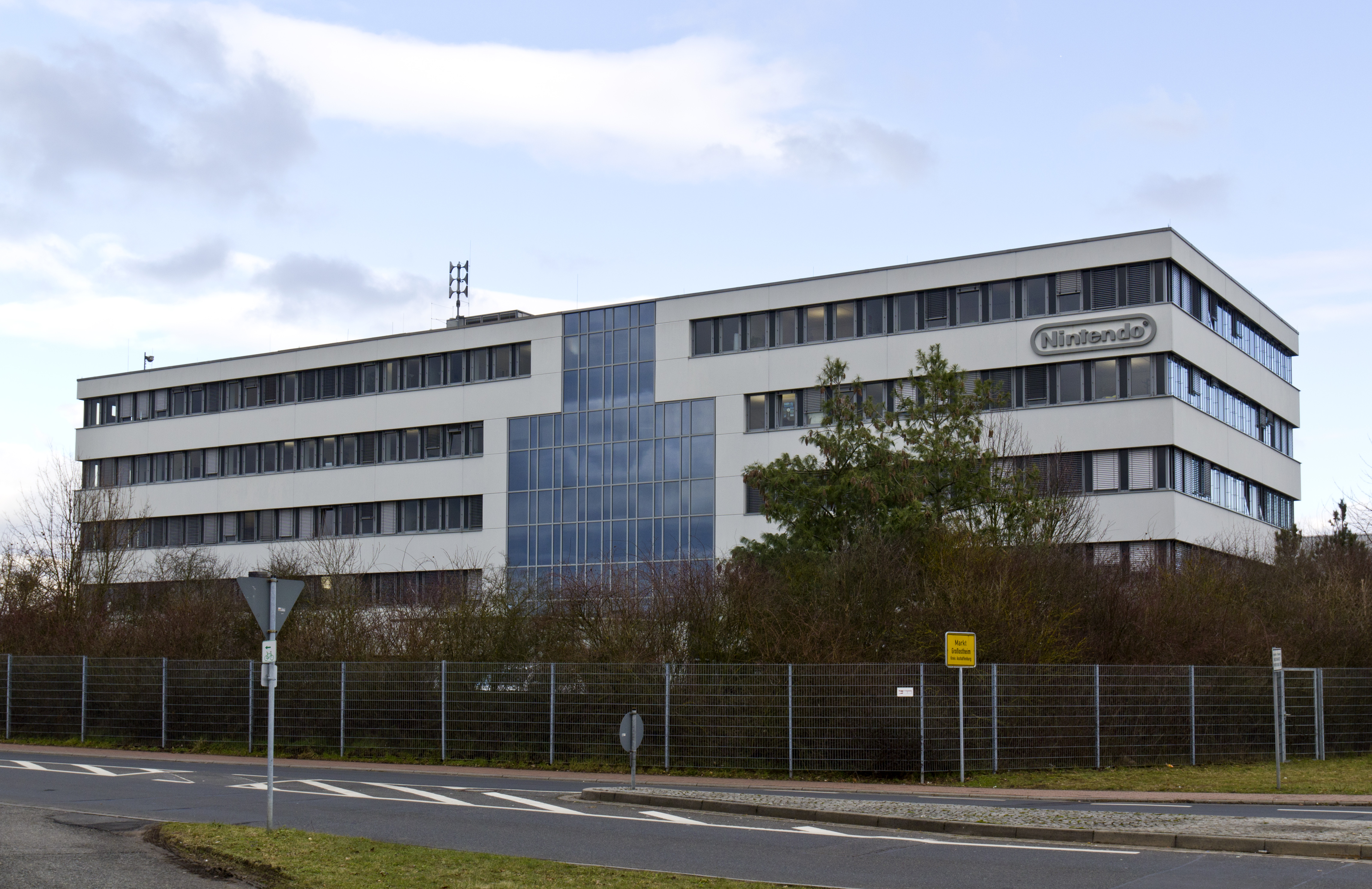
Ehemalige Europäische Zentrale von Nintendo (heute: Logwin)

Es gab im Jahr 2020 im Bereich der Land- und Forstwirtschaft 64, im produzierenden Gewerbe 2262 und im Bereich Handel und Verkehr 2378 sozialversicherungspflichtig Beschäftigte am Arbeitsort. In sonstigen Wirtschaftsbereichen waren am Arbeitsort 2060 Personen sozialversicherungspflichtig beschäftigt. Sozialversicherungspflichtig Beschäftigte am Wohnort gab es insgesamt 6951. Im verarbeitenden Gewerbe gab es neun Betriebe, im Bauhauptgewerbe 14 Betriebe. Zudem bestanden im Jahr 2016 55 landwirtschaftliche Betriebe mit einer landwirtschaftlich genutzten Fläche von 2893 ha. Davon waren 24557 ha Ackerfläche und 376 ha Dauergrünfläche.
Bekannteste Firma war die europäische Zentrale der Nintendo Co., Ltd. Mitte 2014 wurde die Schließung dieses Standorts verkündet. Von den ehemals 430 Arbeitsplätzen sind ca. 130 weggefallen, der Rest wurde nach Frankfurt verlagert. Auch Salomon Foodworld, ein Hersteller von FingerFood, Burgern und Schnitzeln für den Foodservice-Bereich, ist in Großostheim ansässig; außerdem die deutsche Niederlassung von Owen Mumford. Seit 2010 vertreibt das E-Bike Café deutschlandweit Elektroräder und Elektroroller. In Großostheim befindet sich die Eder & Heylands Brauerei, die 2009 einen Bierabsatz von ca. 300.000 Hektolitern aufwies. Bekannteste und umsatzstärkste Biermarke ist das Schlappeseppel.
Im März 2013 wurde die Energiegenossenschaft BürgerEnergie Bachgau eG gegründet, um die Energiewende im Bachgau voranzubringen. Ziel der Genossenschaft ist die nachhaltige Gewinnung von Energie in der Region mittels Erneuerbarer Energien sowie deren Verteilung und Vertrieb vor Ort. Im September 2020 hatte die Genossenschaft nach eigenen Angaben sieben Projekte realisiert, darunter vier Photovoltaikanlagen und zwei Blockheizkraftwerke.

### Verkehr
Großostheim liegt an den Bundesstraßen 469 und 26 in der Nähe der Bundesautobahn 3. Im Ortsteil Ringheim liegt ein Verkehrslandeplatz, der Flugplatz Aschaffenburg; in 47 km Entfernung liegt der Flughafen Frankfurt.
Im ÖPNV wird Großostheim von mehreren Buslinien bedient.
- Linie 53: Aschaffenburg – Großostheim – Ringheim – Schaafheim – Babenhausen
- Linie 54: Aschaffenburg – Großostheim – Pflaumheim – Wenigumstadt – Mosbach – Radheim – Schaafheim – Babenhausen
- Linie 55: Aschaffenburg – Großostheim – Pflaumheim – Mömlingen – Obernburg
- Linie 56: Großostheim – Niedernberg – Sulzbach
- Linie 57: Großostheim – Stockstadt – Zellhausen (bis 3. August 2018)[35]

Großostheim war durch die Bachgaubahn genannte Bahnstrecke Aschaffenburg–Höchst (Odenwald) mit dem Bahnhof Großostheim an den SPNV angebunden.
Seit Stilllegung der Strecke ist der nächstgelegene Bahnhof Aschaffenburg Süd an der Bahnstrecke Aschaffenburg–Miltenberg.
In Aschaffenburg besteht über die Bahnstrecken Frankfurt Süd–Aschaffenburg und Würzburg–Aschaffenburg Anschluss nach Frankfurt und Würzburg, über die Rhein-Main-Bahn nach Darmstadt, Mainz und Wiesbaden sowie über die Maintalbahn nach Miltenberg, in Babenhausen wird neben der Rhein-Main-Bahn, die Odenwaldbahn von Eberbach über Groß-Umstadt Wiebelsbach nach Hanau und Frankfurt erreicht.
Zudem gibt es aufgrund der insbesondere im Berufsverkehr stark angespannten Verkehrslage nach Aschaffenburg Bestrebungen in Großostheim und Aschaffenburg, die 1974 im Personenverkehr stillgelegte Bachgaubahn bis Großostheim zu reaktivieren.
Mit dem Fahrplanwechsel im Dezember 2016 wurde Großostheim mit einem Zubringerbus, der Linie 57, an die ebenfalls neugeschaffene Linie 58 von Aschaffenburg nach Rodgau, über Zellhausen an das S-Bahn-Netz Frankfurt-Rhein-Main angeschlossen. Mit großer politischer Einigkeit wurde diese, verkehrsverbund- und bundeslandübergreifend für drei Jahre zur Probe eingeführt. Im Juli 2018 wurde jedoch bereits das Aus für die Linie 57 und die Einstellung zum Ende der hessischen Sommerferien verkündet. Begründet wurde dieser Schritt mit der mangelnden Wirtschaftlichkeit, insbesondere aufgrund der anteiligen Streckensperrung in Stockstadt/Main.

### Bildung
Im Ort gibt es mehrere Kindergärten, Grund- und Mittelschulen, sowie seit 2012 eine Realschule. Die Volkshochschule Aschaffenburg bietet regelmäßig Kurse an, zwei Musikschulen runden das Bildungsangebot ab. (Stand 2021)
- sieben Kindertageseinrichtungen: 1025 genehmigte Betreuungsplätze, 975 betreute Kinder
- fünf Grund- und Mittelschulen: 55 Lehrkräfte, 798 Schülerinnen und Schüler in 40 Klassen
- eine Realschule: 38 Lehrkräfte, 587 Schülerinnen und Schüler in 23 Klassen

### Feuerwehr

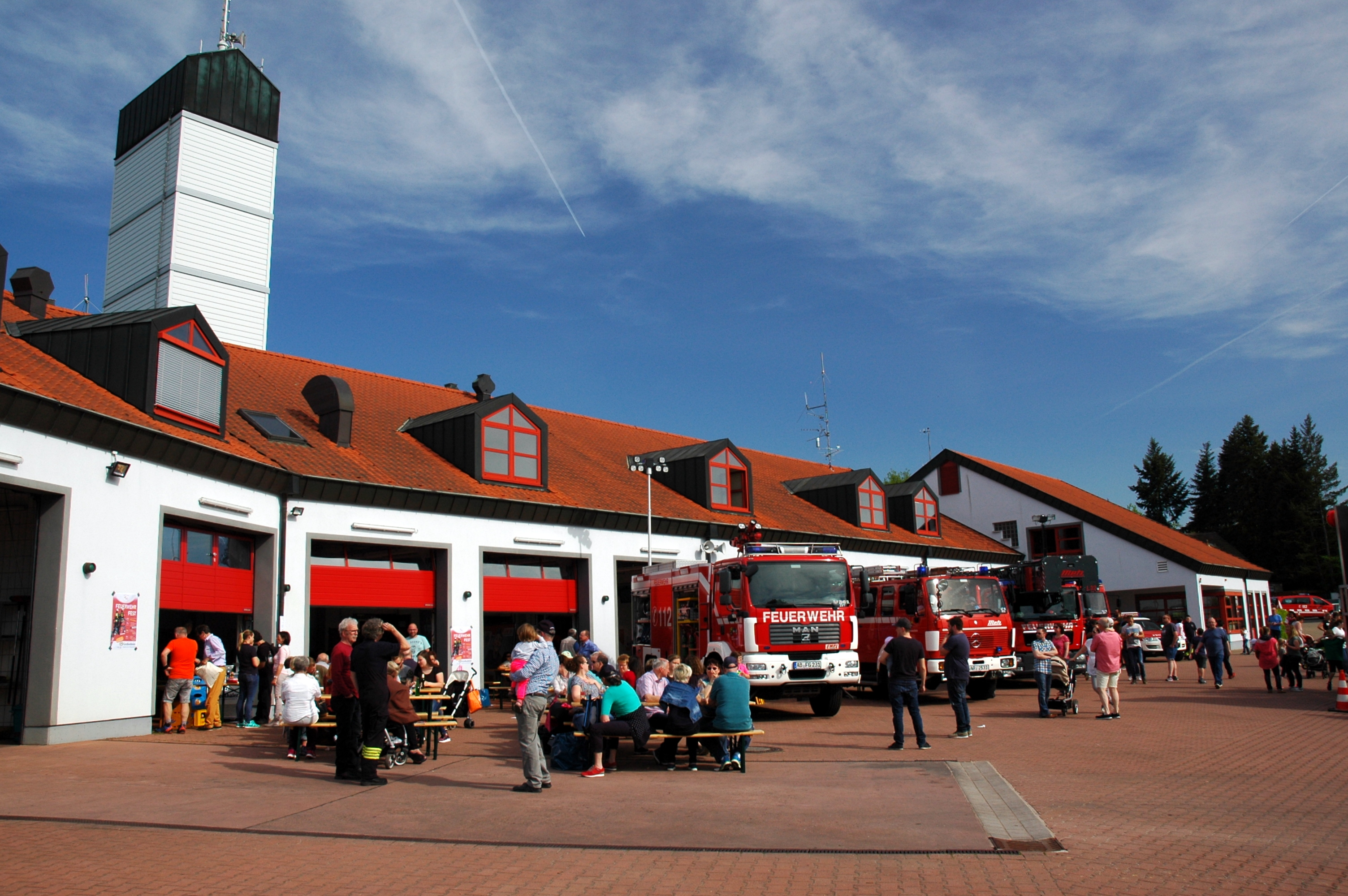
Hauptgebäude der Feuerwache Großostheim bei einem Tag der offenen Tür im Jahr 2018

Die Marktgemeinde Großostheim verfügt über zwei Feuerwehren: die Feuerwehr Großostheim, die Anfang der 1990er Jahre aus dem Zusammenschluss der Feuerwehren Großostheim, Pflaumheim und Ringheim hervorging, und die Feuerwehr Wenigumstadt. Während letztere mit zwei kleineren Fahrzeugen vor allem zur Basisversorgung des Ortsteils Wenigumstadt dient, verfügt die 1868 gegründete Feuerwehr Großostheim neben jeweils zwei Löschgruppen- und Tanklöschfahrzeugen über mehrere Spezialfahrzeuge für die überörtliche Hilfe im Landkreis Aschaffenburg und darüber hinaus. So sind neben einer Drehleiter und einem Rüstwagen auch zwei Wechselladerfahrzeuge mit insgesamt 10 Abrollbehältern für Groß- und Spezialeinsätze vorhanden, darüber hinaus stellt Großostheim den ABC-Zug des Landkreises Aschaffenburg. Hierfür steht u. a. ein vom Bund bereitgestelltes Katastrophenschutzfahrzeug des Typs Gerätewagen Dekontamination Personal zur Verfügung. Bei Katastrophenlagen ist die Feuerwehr Großostheim auch schon bundesweit zum Einsatz gekommen, beispielsweise im Jahr 2021 zur Hochwasserhilfe im Ahrtal nach dem Hochwasser in West- und Mitteleuropa 2021 und im gleichen Sommer auch nach Überflutungen im Landkreis Kitzingen. Im Jahr 2021 arbeiteten die rund 130 Feuerwehrleute der Feuerwehr Großostheim insgesamt 325 einzelne Einsätze ab. 2023 bewältigten 131 Feuerwehrleute 396 Einsätze. 2024 waren es 358 Einsätze, darunter ein Kontingenteinsatz beim Hochwasser in Süddeutschland 2024, bei dem in Aichach Katastrophenhilfe geleistet wurde.

## Söhne und Töchter Großostheims
- Otto Becker (* 1958), Springreiter
- Georg Hock (1875–1936), Archäologe und Denkmalpfleger
- Heinrich Hock (1887–1971), Chemiker, entdeckte 1944 einen neuartigen flexiblen Werkstoff
- Anton Kurz (1772–1849), Jurist und Politiker
- Gabriel Ritter von Morhart (1840–nach 1920), Jurist, unter anderem Bezirksamtmann in Neustadt an der Aisch, Regierungsrat der Pfalz und Senatspräsident[44]
- Noemi Ristau (* 1991), Skirennläuferin
- Rudolf Schüßler (* 1960), Philosoph
- Jakob von Tullian (vermutlich 1672–1729), Adeliger und hoher Verwaltungsbeamter der weltlichen Regierung im Hochstift Worms
- Werner Williams (* 1946), Altgermanist

## Kurioses
Da sich die Birnensorte Gute Graue, im 18. Jahrhundert als Beurre gris aus Frankreich eingeführt, als robuste, krankheitsresistente Tafelbirne erwies, standen viele Bäume auf den Großostheimer Feldern. Sie wurde in der Hauptsache zu Dörrobst verarbeitet und bereicherte im Winter den Speiseplan. Die Großostheimer müssen, ebenso wie die Bewohner von Kleinostheim (15 km entfernt am Main gelegen), von der Guten Grauen so überzeugt gewesen sein, dass ihnen die Nachbarorte den Spitznamen „Aisdemir Grohbirn“ gaben. Die Kleinostheimer, in deren Dialekt es „Goubern“ sind, feiern heute alljährlich im Sommer ihr Groubern-Grobirn-Fest.
Durch seinen Status als ehemaliger Sitz der Nintendo of Europe GmbH wird der Ort in einigen Videospielen erwähnt: In der deutschen Version von Secret of Evermore heißt der Heimatort des Protagonisten Großostheim und in Paper Mario: Die Legende vom Äonentor entschied sich der deutsche Übersetzer für ein Wortspiel: Ein kalter, verschneiter Ort trägt den Namen Großfrostheim. Auch in einer der frühen Versionen von SimCity taucht Großostheim auf.

## Sagen

### Die Tanne auf dem Großostheimer Hexenturm
Zum Bachgau gehörte ehemals das stattliche Dorf Ringenheim, das infolge Krieg und Pest ausstarb und im Laufe der Jahrhunderte vollständig verschwand. In diesem Dorfe hatte ein Mädchen, namens Gunda, gewohnt. Es war wegen seines freundlichen Wesens bei jedermann geachtet und beliebt. Der Hirte Kuno wollte dieses Mädchen zur Frau nehmen, und schon nächstes Frühjahr sollte die Hochzeit sein. Ja, wenn die neidische Zitta nicht gewesen wäre! Sie wohnte ebenfalls in Ringenheim und hätte den wohlgestalteten Hirten Kuno auch gerne zum Manne gehabt. Sie sann nun darauf, ihre Nachbarin Gunda zu verderben. Die Gelegenheit kam. Eines Tages trug Gunda irdenes Geschirr, das sie auf dem Großostheimer Jahrmarkt gekauft hatte, nach gewohnter Weise auf dem Kopf nach Hause. Wie sie durch Ringenheim ging, rannte Zittas kleiner Bruder die Gasse herzu und stieß aus Mutwillen die Gunda an, so dass ihr Korb vom Kopfe rutschte, herunterfiel und alles Töpfergeschirr in Scherben zersprang. Erschrocken und ärgerlich rief Gunda dem Jungen nach: „Oh, dass du auf dem Blocksberg reiten müsstest!“
Solcher unbedachte Ausruf sollte ihr teuer zu stehen kommen. Es geschah nämlich, dass bald darauf die ganze Gegend von einem schweren Unwetter heimgesucht ward. Besonders im Borntal tobte das Ungewitter. Hier fielen derartig Hagelschloßen, dass die ganze Saat vernichtet wurde. Da sprach Zitta in ihrem Neid zuerst heimlich und dann offen aus, die Gunda wäre eine Wetterhexe und hätte den Schaden mit Hilfe des Teufels verursacht. Sie musste vor Gericht. Sie beteuerte ihre Unschuld; allein der alte Markus bezeugte, er habe das Mädchen öfters im Borngrund und am „Schwarzen Wasser“ in Ringenheim gesehen, was Gunda auch zugab. Doch mit des Teufels Künsten hätte sie noch niemals etwas zu tun gehabt. Man steckte sie in die Halsgeige und legte ihr die Daumenschrauben an. Aber Gunda sagte immer wieder: „Ich bin unschuldig.“ Als man sie jedoch auf die Streckbank brachte und ihr die Glieder fast aus dem Leibe riss, rief sie in ihren schrecklichen Qualen ja; sie hätte den Hagelschlag verschuldet; man solle sie bloß von der Folter nehmen. Und daraufhin wurde sie zum Feuertod verurteilt. Die Verbrennung fand auf dem Großostheimer Hexenturm statt. Gunda wurde über dem Scheiterhaufen an den Marterpfahl gebunden. Gleich mussten die Flammen emporzüngeln. Da schrie Gunda in ihrer Todesangst, so dass es alle hören konnten, die darum standen: „Bei Gott, ich bin unschuldig, eine Tanne wachse aus der Asche und bezeuge meine Unschuld!“
Es dauerte nur etliche Jahre, da streckte ein Tannenbäumchen sein grünes Gezweig über die Mauern des Hexenturmes und wuchs zum ragenden Baume als Wahrzeichen verurteilter Unschuld.